# Dijon Kameri
Dijon Kameri, né le 20 avril 2004 au Burgenland en Autriche, est un footballeur autrichien qui évolue au poste de milieu offensif au KS Cracovia.

## Biographie

### En club
Né au Burgenland en Autriche, Dijon Kameri commence le football à l'âge de huit ans et est formé par le FC Liefering et le Red Bull Salzbourg les deux clubs partenaires où il progresse dans les différentes catégories de jeunes, s'imposant comme l'un des plus grands espoirs de sa génération. Il commence sa carrière professionnelle avec le FC Liefering, étant est intégré à l'équipe première à l'été 2021, au début de la saison 2021-2022.
Kameri participe également à l'UEFA Youth League avec les U19 de Salzbourg lors de la saison 2021-22. Avec cette équipe il se hisse jusqu'en demi-finale où son équipe affronte l'Atlético de Madrid, où il s'illustre en marquant un but après avoir délivré une passe décisive pour Roko Šimić sur l'ouverture du score et participe ainsi au succès des siens par cinq buts à zéro,. Il est de nouveau titularisé lors de la finale contre le Benfica Lisbonne le 25 avril 2022 mais cette fois son équipe s'incline lourdement par six buts à zéro,.
Le 7 juin 2022, Kameri prolonge son contrat avec le Red Bull Salzbourg jusqu'en juin 2026 et est promu dans l'équipe première,. Il se montre convaincant durant les matchs de présaisons, impressionnant son entraîneur Matthias Jaissle, qui le lance en première division le 20 août 2022 contre l'Austria Klagenfurt. Il entre en jeu à la place de Maurits Kjærgaard et son équipe s'impose par deux buts à zéro. Le 27 août suivant, Kamberi inscrit son premier but pour Salzbourg et en première division, contre le SC Austria Lustenau. Entré en jeu à la place de Nicolás Capaldo, il délivre une passe décisive pour Junior Adamu avant de marquer, et de participer à la large victoire des siens (0-6 score final),.
Le 6 septembre 2022, il joue son premier match de Ligue des champions en étant titularisé contre l'AC Milan. Les deux équipes se neutralisent ce jour-là (1-1 score final).
Le 8 février 2024, Dijon Kameri est prêté  au Grasshopper Zurich jusqu'à la fin de la saison. Il ne joue que six matchs avec le club suisse avant de se blesser au ménisque latéral, l'écartant des terrains pour la fin de saison.
Le 21 août 2024, Dijon Kameri rejoint le SC Rheindorf Altach en prêt pour une saison.

### En sélection
Avec les moins de 18 ans il joue son premier match contre la Tchéquie le 1er septembre 2021. Il est titulaire et capitaine lors de cette rencontre perdue par son équipe (2-1).
En novembre 2022, Dijon Kameri est appelé pour la première fois avec l'équipe d'Autriche espoirs.

### En club
Red Bull Salzbourg
- Championnat d'Autriche de football (1) :
  - Vainqueur : 2022-2023
- UEFA Youth League
  - Finaliste : 2021-22.